# Roussoella hysterioides
Roussoella hysterioides är en svampart som först beskrevs av Vincenzo de Cesati, och fick sitt nu gällande namn av Franz Xaver von Höhnel 1919. Roussoella hysterioides ingår i släktet Roussoella och familjen Didymosphaeriaceae.   Inga underarter finns listade i Catalogue of Life.